# رسول‌لو (داش‌کسن)
رسول‌لو (به لاتین: Rəsullu) منطقه‌ای مسکونی در جمهوری آذربایجان است که در شهرستان داش‌کسن واقع شده است. رسول‌لو ۳۶۲ نفر جمعیت دارد.